# Barania Grań

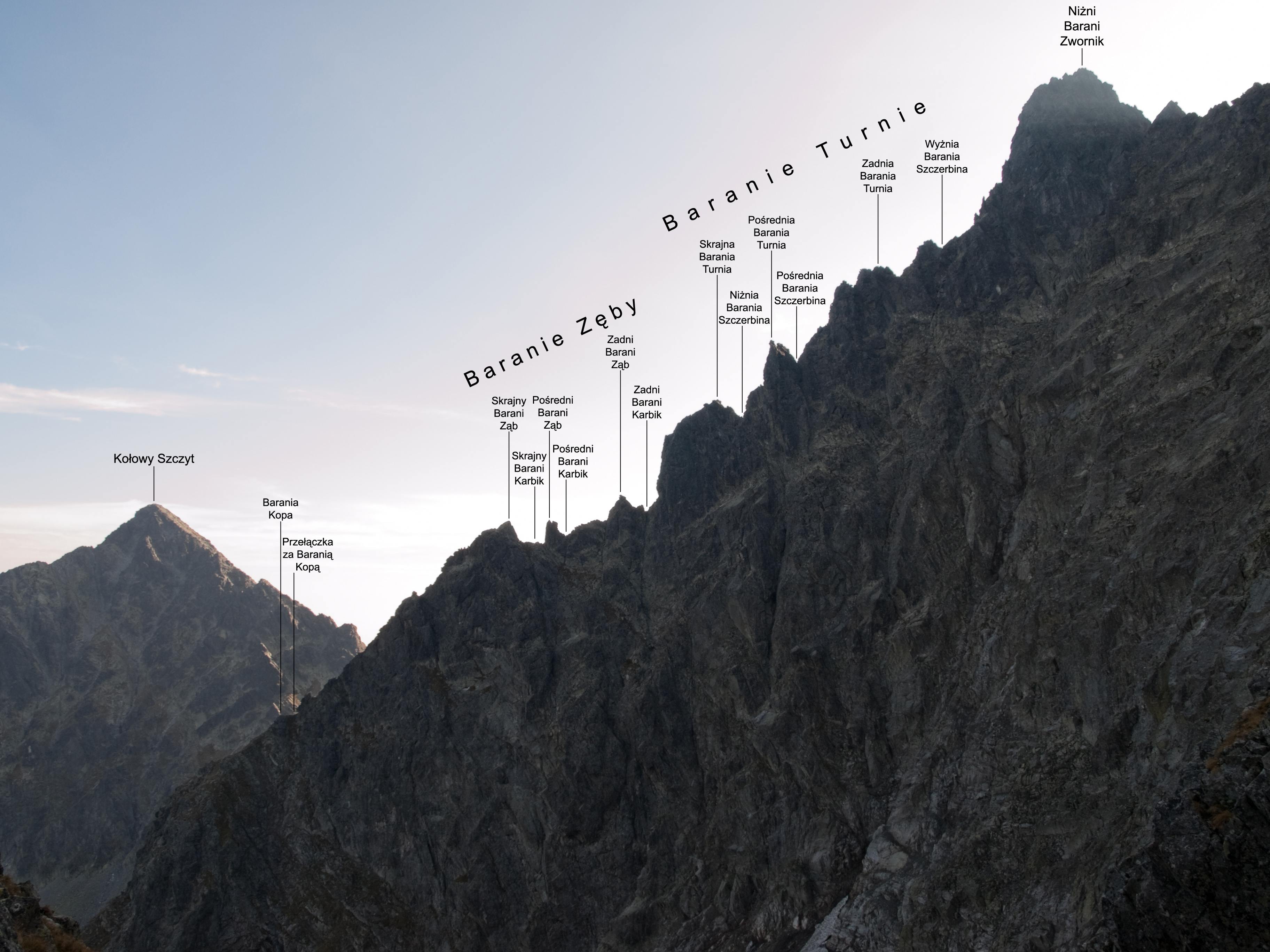
Barania Grań – widok znad Śnieżnego Bańdziocha

Barania Grań (słow. hrebeň Baraních veží) – krótka, boczna grań odchodząca ku północy od Niżniego Baraniego Zwornika (Nižná Barania strážnica, ok. 2480 m n.p.m.) w słowackich Tatrach Wysokich. Oddziela ona od siebie górne kotły Doliny Czarnej Jaworowej (Čierna Javorová dolina) – Śnieżny Bańdzioch (kotlinka pod Snehovým) na zachodzie od Baraniego Bańdziocha (Barania dolinka) na wschodzie.
W Baraniej Grani wyróżnia się (w kolejności od góry): Baranie Turnie (Baranie veže), Baranie Zęby (Baranie zuby) i Baranią Kopę (Barania kopa). Szczegółowy wykaz wszystkich nazwanych obiektów w tej grani jest następujący (w kolejności od Niżniego Baraniego Zwornika):
- Wyżnia Barania Szczerbina (Zadná Barania štrbina, ok. 2420 m),
- Zadnia Barania Turnia (Zadná Barania veža),
- Pośrednia Barania Szczerbina (Prostredná Barania štrbina),
- Pośrednia Barania Turnia (Prostredná Barania veža),
- Niżnia Barania Szczerbina (Veľká Barania štrbina),
- Skrajna Barania Turnia (Veľká Barania veža, ok. 2370 m),
- Zadni Barani Karbik (Zadná štrbina),
- Zadni Barani Ząb (Tretí Baraní zub),
- Pośredni Barani Karbik (Prostredná štrbina),
- Pośredni Barani Ząb (Druhý Baraní zub),
- Skrajny Barani Karbik (Predná štrbina, ok. 2330 m),
- Skrajny Barani Ząb (Prvý Baraní zub),
- Przełączka za Baranią Kopą (Sedlo za Baraňou kopou),
- Barania Kopa (Barania kopa, ok. 2275 m).

Sumaryczna liczba wszystkich wzniesień w Baraniej Grani jest w rzeczywistości nieco większa, niż wydawałoby się to z liczby nazwanych formacji wypukłych (7). Wynika to z faktu, że niektóre nazwane turnie mają po kilka wierzchołków.
Po raz pierwszy granią przeszli (z obejściami niektórych turni) Zygmunt Klemensiewicz, Jerzy Maślanka i Rudolf Nałęcki 24 sierpnia 1923 roku. Droga ta jest nieco trudna (I w skali tatrzańskiej).
W okolice Baraniej Grani nie prowadzą żadne szlaki turystyczne, rejon ten jest również nieudostępniony dla taternictwa.